# ۴ (فیلم ۲۰۰۷)
۴ یک فیلم مستند استرالیایی است که در سال ۲۰۰۷ منتشر شد. این فیلم چهار فصل آنتونیو ویوالدی را از دید چهار ویولن‌زن در چهار کشور مختلف می‌کاود.